# Carlos Bossio
Carlos Gustavo Bossio (Córdoba, Argentina, 1 de diciembre de 1973) es un exfutbolista argentino que jugaba de arquero y actual director técnico de fútbol argentino.
Debutó en Primera División en Belgrano en 1993 y luego jugó cinco temporadas en el Club Estudiantes de La Plata, fue campeón con Lanús en 2007 y también pasó por clubes de México y Portugal. Alcanzó especial relevancia por ser el primer arquero del fútbol profesional argentino en marcar un gol de jugada, es decir, que no fuese de tiro libre ni de penal. Dicho gol fue de cabeza. Tuvo una destacada carrera hasta su retiro en el año 2013.

## Biografía
Carlos Bossio se inició en Las Palmas de su ciudad natal, Córdoba (Argentina). Luego fue transferido a Belgrano de la misma ciudad, donde debutó en el campeonato de primera división de la Liga Argentina en la temporada 1993/94. Su debut fue el 7 de noviembre de 1993 vs Gimnasia y Tiro. En Belgrano jugó 26 partidos hasta mediados de 1994.
Para la temporada 1994/1995 fue transferido a Estudiantes de La Plata, club del que es hincha declarado, donde ganó el Torneo Nacional B 1994/95 y continuó jugando hasta 1999. Allí jugó en total 188 partidos, incluyendo Primera A, Nacional B y Supercopa Sudamericana.
Tras su paso por Portugal, donde jugó en SL Benfica y Vitória Setúbal, en 2004 regresó al fútbol argentino al incorporarse a Lanús.
Jugando en Lanús, fue subcampeón en el Clausura 2006 y campeón en el Apertura 2007.
En 2009 fue transferido un año a préstamo a Querétaro F.C. En 2011 regresó al fútbol argentino, desempeñándose en Defensa y Justicia durante temporada 2011-12 y en Tiro Federal de Rosario desde julio de 2012.
Se retiró en Tiro Federal de Rosario, del Torneo Argentino A, a mediados de 2013.
En la temporada 2022 del fútbol argentino, Carlos Bossio es entrenador de Racing de Córdoba, institución del Torneo Federal A.

### El gol a Racing
Bossio entró en la historia grande del fútbol argentino el 12 de mayo de 1996, cuando se convirtió en el primer arquero del fútbol argentino en marcar un gol de cabeza tras un córner, el arquero rival era Ignacio "Nacho" González. Fue sorpresiva su participación ya que al ser tan imprevista, no tenía quien lo marque. El tanto sirvió para igualar el partido entre Racing y Estudiantes, que finalizó 1-1. Fue su único gol en el "Pincha".

### Campeón en Lanús
En el Apertura 2007, Bossio alcanzó el máximo logro de su carrera al ganar la Liga Argentina con Lanús, el primer título que el club logró en su historial en el fútbol argentino. Jugó los diecinueve partidos del torneo.

### Apodos
Carlos Bossio se popularizó con el apodo de "Chiquito" en claro contraste con su figura, pues mide 1,95 metros, pesa 95 kilogramos y calza 46.
En sus inicios en el fútbol de su provincia, se lo conocía también con el apodo de "Pichón".

## Selección mayor
Bossio integró la selección de fútbol de Argentina entre 1994 y 1997, ganó la medalla de oro en los Juegos Panamericanos de Mar del Plata 1995 y jugó partidos de las eliminatorias de la Copa Mundial de Fútbol de 1998. Su paso se destacó, además, por ser la última vez que un jugador de la segunda división argentina fue convocado para la selección mayor por torneos oficiales.

## Clubes

### Como jugador
| Club               | País      | Año       |
| ------------------ | --------- | --------- |
| Belgrano           | Argentina | 1993-1994 |
| Estudiantes (LP)   | Argentina | 1994-1999 |
| Vitória Setúbal    | Portugal  | 1999-2001 |
| S. L. Benfica      | Portugal  | 2001-2004 |
| Lanús              | Argentina | 2004-2009 |
| Querétaro F. C.    | México    | 2009-2010 |
| Defensa y Justicia | Argentina | 2011-2012 |
| Tiro Federal       | Argentina | 2012-2013 |

### Estadísticas como entrenador
| Equipo               | Div.                 | Torneo                 | Estadísticas | Estadísticas | Estadísticas | Estadísticas | Estadísticas | Estadísticas | Estadísticas | Estadísticas | Estadísticas |
| Equipo               | Div.                 | Torneo                 | PJ           | G            | E            | P            | GF           | GC           | DG           | Efectividad  | Puntos       |
| -------------------- | -------------------- | ---------------------- | ------------ | ------------ | ------------ | ------------ | ------------ | ------------ | ------------ | ------------ | ------------ |
| Racing (C) Argentina | 3.ª                  |                        |              |              |              |              |              |              |              |              |              |
| Racing (C) Argentina | 3.ª                  | 2022                   | 36           | 22           | 12           | 2            | 57           | 16           | +41          | 72.22%       | 78           |
| Racing (C) Argentina | 3.ª                  | Copa Argentina 2021-22 | 2            | 0            | 1            | 1            | 1            | 2            | -1           | 16.67%       | 1            |
| Racing (C) Argentina | 2.ª                  | 2023                   | 17           | 4            | 6            | 7            | 20           | 22           | -2           | 35.29%       | 18           |
| Racing (C) Argentina | 2.ª                  | Copa Argentina 2023    | 1            | 0            | 0            | 1            | 0            | 3            | -3           | 0%           | 0            |
| Racing (C) Argentina | Total                | Total                  | 56           | 26           | 19           | 11           | 78           | 43           | +35          | 57.74%       | 97           |
| Total en sus equipos | Total en sus equipos | Total en sus equipos   | 56           | 26           | 19           | 11           | 78           | 43           | +35          | 57.74%       | 97           |

## Palmarés

### Como futbolista

#### Campeonatos nacionales
| Título           | Club        | País      | Año     |
| ---------------- | ----------- | --------- | ------- |
| Nacional B       | Estudiantes | Argentina | 1994-95 |
| Copa de Portugal | SL Benfica  | Portugal  | 2004    |
| Primera División | Lanús       | Argentina | A-2007  |

#### Copas internacionales
| Título               | Club                | Sede          | Año  |
| -------------------- | ------------------- | ------------- | ---- |
| Juegos Panamericanos | Selección Argentina | Mar del Plata | 1995 |
| Juegos Olímpicos     | Selección Argentina | Atlanta       | 1996 |

### Como entrenador

#### Campeonatos nacionales
| Título           | Club       | País      | Año  |
| ---------------- | ---------- | --------- | ---- |
| Torneo Federal A | Racing (C) | Argentina | 2022 |